# Doane Perry
Doane Ethredge Perry (n. 16 iunie 1954 în Mt. Kisco, Westchester County, New York) este un muzician american, fiind bateristul curent al trupei Jethro Tull. A colaborat cu numeroși alți artiști de-a lungul carierei, printre care Lou Reed și Todd Rundgren.
1. ↑  Carnegie Hall linked open data, accesat în 2 mai 2022
2. ↑  Czech National Authority Database, accesat în 1 martie 2022
3. 1 2  Montreux Jazz Festival Database[*] Verificați valoarea |titlelink= (ajutor);